# Lonely No More
«Lonely No More» es el primer sencillo del álbum debut de Rob Thomas, ...Something to Be. Se convirtió en su segundo gran hit (después de "Smooth"). La canción se convirtió en un Top 10, alcanzando el #6 de los Billboard Hot 100 y el #11 en el Reino Unido.

## Información
El sencillo fue escrito por Thomas y producido por Matt Serletic. Aunque años antes había sido la estrella invitada de Santana en "Smooth", "Lonely No More" es un sencillo notable para el debut de Thomas. A diferencia de los sencillos que había publicado en Matchbox Twenty, "Lonely No More" no se desvía del sonido rock, pero que se centra más en el pop, como se puede sentir. La canción fue nominada para Mejor Actuación Vocal Pop Masculino en los Grammy 2006.

## Video musical
El video musical de "Lonely No More", fue dirigido por Joseph Kahn, no sigue la trama de la canción de cerca y no tiene un argumento claro en el vídeo. En lugar de ello, se centra en el aspecto visual del video, especialmente con su efectos especiales, que emulan un efecto Cubo Rubik. Se puede ver a Thomas en varias escenas, en las que se cambia o retira violentamente entre sí (aunque las imágenes de Thomas siguen estando inmóviles) desde su dormitorio, a una discoteca, y una oficina. Aunque el cambio de escenas y los objetos parecen moverse por sí mismos. El vídeo no trata de incorporar algunos elementos de la soledad de "Lonely No More", sino que en una escena muestra a Thomas como abandonado, expresando sentimientos encontrados sobre algunas niñas en el vídeo.

## Posicionamiento
| Listas (2005)               | Posición |
| --------------------------- | -------- |
| Billboard Hot 100           | 6        |
| Billboard Pop 100           | 6        |
| Hot Digital Tracks          | 3        |
| Adult Top 40                | 1        |
| Adult Contemporary          | 1        |
| Top 40 Mainstream           | 9        |
| Hot Dance Music/Club Play 1 | 1        |
| Dance Radio Airplay         | 17       |
| World Chart Show            | 3        |

- 1Mixes de Jason Nevins/Francois L/Scumfrog